# ليمبي (جزر القمر)
ليمبي هي قرية تقع في جزيرة أنجوان في جزر القمر. بلغ عدد سكانها 645 نسمة حسب إحصاء عام 1991.